# Andrew (football)
Pour les articles homonymes, voir Andrew.
Andrew da Silva Ventura dit Andrew, né le 1er juillet 2001 à Duque de Caxias au Brésil, est un footballeur brésilien qui évolue au poste de gardien de but au Gil Vicente FC.

## Biographie

### En club
Né à Duque de Caxias, Andrew est formé par le Botafogo FR, qu'il rejoint en avril 2011. Mais bien qu'il s'entraîne avec le groupe professionnel il ne fait finalement aucune apparition avec l'équipe première. Il rejoint le club portugais du Gil Vicente FC le 19 juillet 2021, signant un contrat courant jusqu'en juin 2024. 
Andrew joue son premier match en professionnel avec ce club le 17 octobre 2021, à l'occasion d'une rencontre de coupe du Portugal contre le Clube Condeixa. Il est titularisé lors de ce match remporté par les siens (0-5 score final). Il fait sa première apparition dans le championnat portugais de première division le 2 février 2022, face au Benfica Lisbonne. Il est titulaire et son équipe s'impose par deux buts à un ce jour-là. Il obtient une place de titulaire dans le but de Gil Vicente à partir de cette rencontre, et enchaîne une série de matchs d'invisibilité dans le championnat portugais.
Le 13 août 2022, Andrew prolonge son contrat avec le Gil Vicente FC jusqu'en juin 2026.
Sa progression est freinée en octobre 2022 avec une crise d'appendicite nécessitant une opération. Le gardien brésilien est alors écarté des terrains jusqu'à la fin de l'année. Andrew fait son retour à la compétition le 12 février 2023 lors d'un match de championnat remporté par Gil Vicente contre le FC Famalicão (0-1 score final).

### En sélection
En juillet 2019, Andrew est appelé pour la première fois avec l'équipe du Brésil des moins de 18 ans.